# المآثر و الآثار
المآثر و الآثار یک اثر تاریخی است که توسط محمد حسن صنیع‌الدوله   از رجال خوشنام دوره قاجار تالیف شده‌است.

## محتوا
نویسنده در این اثر به ذکر جزئیات دوران سلطنت ناصرالدین شاه از جمله تعداد اولاد وی و شاهزادگان، همسران، مقامات دولتی و حکومتی و نظامی، جنگ‌های داخلی و مرزهای کشور و سایر مسایل دوران قاجار می‌پردازد. کتاب دارای ۱۶ باب است. همچنین شرح حال فقیهان ادیبان، فیلسوفان و روحانیان عصر قاجار در این مجموعه مفصلا ذکر شده است.

## ابهام در نویسنده
برخی این کتاب را نوشته شمس‌العلما عبدالرب آبادی می دانند. مسئله سرقت آثار علمی دیگران توسط اعتماد السلطنه نیز امری مشهور و معروف است.